# Neem (Burkina Faso)
Pour les articles homonymes, voir Neem.
Neem est une commune située dans le département de Kando de la province de Kouritenga dans la région du Centre-Est au Burkina Faso.